# Вьяхань
Вьяхань (Бьяхань, Явхань) — древнерусский город, располагавшийся на берегу реки Терн близ её впадения в Сулу в нынешней Сумской области Украины. Относился к Посульской оборонительной линии. Упоминается в Ипатьевской и Лаврентьевской летописях в 1147—1149 годах в связи с междоусобицей великого князя киевского Изяслава Мстиславича и суздальского князя Юрия Долгорукого.
Предполагается ираноязычная этимология названия Вьяхань. По другой версии, название города происходит от тюркского личного имени.

## Данные археологии
Город Вьяхань отождествляется с Лехановским городищем, расположенным в селе Городище Сумской области. Этот памятник в разное время изучали В. Г. Ляскоронский, И. И. Ляпушкин, В. А. Богусевич, М. П. Кучера, О. В. Сухобоков, Ю. Ю. Моргунов и другие учёные. Поселение площадью 3,5 га укреплено мощным кольцевым валом высотой 6 м и рвом шириной 10 м. В северо-восточной части прослеживается въезд. Рядом расположено открытое селище. При обследовании на городище собрана древнерусская гончарная керамика XI—XIII веков. Найдена также свинцовая вислая печать с изображением святого Василия и русской благопожелательной надписью по сторонам.